# Stylops flavipedis
Stylops flavipedis (лат.) — вид веерокрылых насекомых рода Stylops из семейства Stylopidae. Европа: Австрия.
Паразиты пчёл вида Andrena flavipes Panzer (Andrena, Andrenidae). Лапки самцов 4-члениковые, усики 6-члениковые с боковыми отростками. Голова поперечная. Обладают резким половым диморфизмом: самцы крылатые (2 пары узких крыльев: передние маленькие и узкие, задние широкие), самки бескрылые червеобразные эндопаразиты. Вид был впервые описан в 1923 году австрийским энтомологом профессором Карлом Хофенедером (Dr. Hofeneder Karl; 1878—1951). 
В одной из новых работ по роду Stylops  в ходе анализа ДНК авторами (Straka et al., 2015) рассматривается в качестве предположительного синонима вида ?=Stylops melittae Kirby, 1802 (в статусе «Supposed new junior subjective synonym», что на 2018 год не подтверждено соответствующими профильными базами данных, например, Eol.org и Strepsiptera database).